# FDM
 For alternative betydninger, se FDM (flertydig). (Se også artikler, som begynder med FDM)
FDM er en forening stiftet i 1909 med hjemsted i Lyngby nord for København. Foreningen hed oprindeligt Forenede Danske Motorejere og er oprindeligt udsprunget af bladet Motor (stiftet 1906), der den dag i dag er foreningens medlemsblad og med 402.000 læsere er Danmarks største bilblad. Motor er det tredje største magasin i Danmark. Desuden udgiver FDM specialmagasinet MotorClassic som har omkring 9.000 læsere. I 2021 skiftede FDM officielt navn til FDM.
Medlemstallet har de seneste år været stigende, og i dag har FDM 269.000 medlemmer.
Foreningen udbyder teknisk og juridisk rådgivning til medlemmerne, og tilbyder i den forbindelse at føre sager ved domstolene på vegne af medlemmerne. FDM har i mange år haft testcentre, hvor bilisterne kan få testet nye og brugte biler.Desuden har FDM siden 2005 tilbudt, at bilisterne kan få foretaget det obligatoriske bilsyn på FDMs testcentre. FDM varetager også bilisternes interesse overfor politiker
FDM ejer de køretekniske anlæg FDM Jyllands-Ringen ved Silkeborg samt FDM Sjællandsringen ved Roskilde.
Desuden ejer FDM rejsebureauet FDM travel, som sender danskere på rejseoplevelser i hele verden, men som har en særlig ekspertise i rejser til USA. Bureauet blev i 2014 kåret til det bedste ferierejsebureau. FDM driver sammen med TRYG FDM Forsikringer.
FDM har 1. juni 2007 stiftet eget vejhjælpsselskab under navnet FDM Vejhjælp. Selskabets daglige drift varetages af Dansk Autohjælp.
FDM stiftede i 2007 sammen med dele af bilbranchen bilklage.dk, et ankenævn for biler, som behandler forbrugerklager i forbindelse med køb af en bil eller en værksted/serviceregning .
I 2010 relancerede FDM også deres netbutik fdmshop.dk , hvor der kan købes alt fra motorvejsmærkater til autostole.
Fra 2015 var FDM også promotor og løbsarrangør af den bedste danske Motorsportsklasse, DTC i samarbejde med Peter Elgaard. Denne løbsklasse er siden lukket.

## Præsidenter og formænd
- 1910 – 1912 Victor Hansen
- 1912 – 1924 Greve Eigil Knuth
- 1924 – 1927 Greve Preben Ahlefeldt-Laurvig-Bille
- 1927 – 1931 Aage Ussing
- 1931 – 1947 Paul Scheel
- 1947 – 1948 Aage Paul-Petersen
- 1948 – 1971 N.J. Gorrisen
- 1971 – 1971 Erhard Jakobsen
- 1971 – 1981 Kjeld Ladefoged
- 1981 – 1987 Oluf Poulsen
- 1987 – 1991 Knud Petri
- 1991 – 1994 Jan Fussing
- 1994 – 1997 Henning Hvidsted
- 1999 – 2001 Knud Petri
- 2001 – 2012 Bent Halkier
- 2012 – 2015 Henning Pedersen
- 2015 – Steen Torp-Hansen

## Generalsekretærer og direktører
- 1909 – 1914 Fritz Schmitto
- 1914 – 1916 Axel Semler
- 1916 – 1919 W. Myhre
- 1919 – 1937 Svend S. Kyhl
- 1937 – 1940 Svend Røgind
- 1940 – 1951 Franz Wittig
- 1951 – 1980 Viggo Lærkes
- 1980 – 1995 Mogens Bøll
- 1995 – 2003 Erik E. Lauridsen
- 2003 –2020 Thomas Møller Thomsen
- 2021 Stina Glavind

## International
FDM er en medlemsorganisation af FIA og ARC Europe